# Benjamin Marius Vlielander Hein (1838-1919)

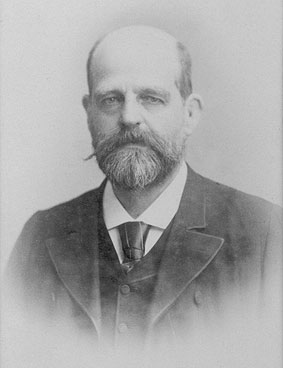

Benjamin Marius Vlielander Hein (Brielle, 2 december 1838 - 's-Gravenhage, 8 december 1919), heer van Rockanje, was een Haags advocaat en deken van de Orde van advocaten aldaar, en lid van de Eerste Kamer der Staten-Generaal.

## Familie
Mr. B.M. Vlielander Hein was een lid van de in het Nederland's Patriciaat opgenomen familie Hein en een zoon van Eerste Kamerlid Johan Wilhelm Hein (1804-1880), heer van Rockanje, en Maria Johanna Magdalena Faijan Vlielander (1831-1861), lid van de familie Vlielander. Hij kreeg naamswijziging van Hein in Vlielander Hein bij K.B. d.d. 12 sept. 1850, nr. 57. Hij trouwde in 1870 Catharina Rica Geertruida Couperus (1850-1923), lid van de familie Couperus en een zus van de schrijver Louis Couperus (1863-1923); zij was bestuurslid van de Vereniging "Pro Juventute", lid Voogdijraad van 's-Gravenhage (1905-1908) en schrijfster van Een woord over eene keerzijde der ontzetting uit de ouderlijke macht ('s-Gravenhage, 1908). Uit het huwelijk werden negen kinderen geboren, onder wie:
- Maria Johanna Magdalena (Mies) Vlielander Hein (1871-1955), kunstschilderes; zij woonde jarenlang samen met de weduwe Elisabeth Couperus-Baud (1867-1960);
- Geertruida Catharina Vlielander Hein (1874-1936); trouwde in 1900 Gustaaf Paul van Hecking Colenbrander (1860-1933), viceadmiraal;
- Johanna Wilhelmina Vlielander Hein (1875-); trouwde in 1900 mr. Wilhelm Albert Telders (1871-1951), advocaat, en woonde in Den Haag; zij waren de ouders van de jurist prof. mr. Ben Telders (1903-1945), naamgever van de Teldersstichting;
- Benjamin Vlielander Hein (1877-1956), hij was getrouwd met Catherina Jacoba Kolff (1885-1974), zij woonden in Rotterdam en waren de ouders van Ben Vlielander Hein, oorlogsvlieger en de grootouders van Bob Schalkwijk, fotograaf.
- mr. Frans Vlielander Hein (1882-1919), dierbare neef van Louis Couperus; trouwde in 1919 met actrice Enny Vrede (eigenlijk: Maria Magdalena Müller) (1883-1919), voormalig echtgenote van toneelregisseur Eduard Verkade (1878-1961).[1]

## Loopbaan
Vlielander Hein studeerde Romeins en hedendaags recht aan de Rijksuniversiteit Leiden, van 24 september 1856 tot 16 juni 1861 en promoveerde op de dissertatie Over de voorregten gevestigd op zekere bepaalde goederen van den schuldenaar. Van 1861-1864 was hij advocaat te Brielle, vanaf 1864 te 's-Gravenhage; in die laatste plaats was hij deken van de Orde van Advocaten.
Van 1871-1888 was hij lid van Provinciale Staten van Zuid-Holland, van 1888-1904 lid van de Eerste Kamer der Staten-Generaal voor de liberalen. In de Eerste Kamer sprak hij met name over justitiële onderwerpen.
Hij was ridder in de Orde van de Nederlandse Leeuw en Commandeur in de Orde van Oranje-Nassau.

### Vlielander Hein en Louis Couperus
De romancier Louis Couperus zou het gezin Vlielander Hein-Couperus met zijn negen kinderen als voorbeeld hebben genomen voor de familie van Adeline in diens romancyclus De boeken der kleine zielen.
Verder stelde Couperus' uitgever L.J. Veen in 1904, toen het grote contract over de verkoop van het auteursrecht van 18 titels werd voorbereid, aan Couperus voor zijn zwager Vlielander Hein te raadplegen over de juridische kant van de zaak. Couperus deed dat echter niet.
Toen Couperus en zijn vrouw in 1915 repatrieerden, logeerden zij enige maanden bij de familie Vlielander Hein voor ze een eigen woning betrokken. Couperus refereerde daaraan in zijn feuilleton 'De terugkeer'.
Couperus woonde ook het familiediner bij ter gelegenheid van de 80e verjaardag van Vlielander Hein in 1918. In 1919 kwam Frans, een zoon van het echtpaar Vlielander Hein-Couperus, de lievelingsneef van Louis Couperus en korte tijd diens secretaris, om bij een scheepsramp in april; in december van datzelfde jaar stierf de vader. In 1923 overleden korte tijd na elkaar Louis Couperus en zijn zuster Catharina Vlielander Hein-Couperus.